# Trust and Betrayal: The Legacy of Siboot
Trust and Betrayal: The Legacy of Siboot, est un jeu conçu et programmé par Chris Crawford et édité par Mindscape en 1987.

## Système de jeu
Le joueur, un extraterrestre nommé Vetvel, est en compétition avec 6 autres personnages, chacun d'une espèce différente pour devenir "berger". Chacun des personnages à une personnalité distincte. Chaque matin les personnages se réveillent en ayant connaissance d'une des trois auras que les autres possèdent. Ils doivent au cours de la journée échanger leurs connaissances pour amasser assez d'information pour le "combat de l'esprit" qui se déroule chaque nuit, en fait une espèce de jeu de pierre feuille ciseau qui dépend des auras des joueurs engagés. Un joueur gagne quand il obtient 8 auras dans les trois catégories. Quand un joueur monnaye l'aura d'un autre joueur, c'est une trahison, qui rend celui-ci moins disposé à son égard, et rend ainsi plus difficile de monnayer des auras avec lui. Ainsi le principe de base du jeu est de savoir en qui avoir confiance et qui il est possible de trahir, comme l'indique son titre.

## Développement
Siboot, le nom du premier berger, est une inversion des syllabes de "Bootsie", le nom d'un des chats de Crawford, qui dut être euthanasié à la suite d'une blessure grave. Crawford ressentit avec beaucoup de tristesse le fait de ne pouvoir à ce moment communiquer avec son chat afin de le réconforter. En y repensant, il eut l'idée que son prochain jeu aurait pour thème la communication avec les animaux ; le projet évolua pour donner naissance à Trust and Betrayal.

## Innovations
Le jeu comporte plusieurs caractéristiques non conventionnelles. Par exemple, un système de mots présentés en fonction du contexte qui forment sélectionnés l'un après l'autre, des phrases. Le jeu insiste également sur les expressions faciales pour représenter les réactions des personnages. Il comporte également une forme primitive d'infobulle, le joueur en cliquant sur une icône (la représentation abstraite d'un mot dans le jeu), il peut voir sa signification. Le nombre d'icône est peu important, et les images suffisamment intuitive pour être rapidement mémorisées. Le jeu comporte aussi des "séquences interstitielles", sortes d'interludes apparaissant au fil du jeu et présentant au joueur des choix pouvant affecter la suite du jeu.

## Accueil
| Trust & Betrayal: The Legacy of Siboot |      |       |
| Média                                  | Nat. | Notes |
| Dragon Magazine                        | US   | 4.5/5 |